# Philipp Hosiner
 (août 2025).
Philipp Hosiner, né le 15 mai 1989 à Eisenstadt, est un footballeur autrichien. Meilleur buteur du championnat d'Autriche 2012-2013 sous les couleurs de l'Austria Vienne, il évolue actuellement au Dynamo Dresde au poste d'attaquant.

## Biographie

### Jeunesse et formation
Lors de ses premières années de formation, Philipp Hosiner est amené à évoluer dans différents clubs du Burgenland, sa province natale à la frontière hongroise. À 16 ans, il décide de partir du SV Mattersburg dans lequel il évoluait alors pour se diriger vers l'Allemagne, et poursuivre sa formation de footballeur dans les équipes de jeunes de Munich 1860. Avec ce club, il gagne la DFB-Junioren-Vereinspokal (de) (Coupe d'Allemagne espoirs) en 2007, en inscrivant d'ailleurs le but vainqueur face à Wolfsburg. Bien que performant avec la réserve du club, il ne perce pas au niveau professionnel et part au SV Sandhausen en troisième division, alors qu'il est âgé de 20 ans. 

### Débuts professionnels et premiers pas dans l'élite
Cette expérience allemande sera la dernière, car il connaît une saison difficile, n'inscrivant qu'un seul but en vingt apparitions. Le First Vienna FC le fait alors revenir en Autriche. Dans ce club historique de la capitale, qui lutte pour son maintien en deuxième division autrichienne, Hosiner marque 13 buts et attire l'attention du champion de la saison, l'Admira Wacker. Avec le soutien financier apporté par le milliardaire Richard Trenkwalder (de) depuis 2008, le club de Mödling nourrit d'importantes ambitions pour sa remontée dans l'élite, quittée cinq ans auparavant. 
Avec l'autre nouvelle recrue Issiaka Ouédraogo, il forme un duo d'attaque performant qui permet au promu de réaliser une excellente saison et de se qualifier pour la Ligue Europa 2012-2013, avec l'une des meilleures attaques du championnat. C'est également lors de cette saison que Philipp Hosiner porte pour la première fois le maillot de la sélection nationale autrichienne, lors d'une rencontre face à l'Azerbaïdjan comptant pour les éliminatoires de l'Euro 2012.

### Confirmation à l'Austria Vienne
Lors du mercato estival de 2012, l'Austria de Vienne, contre lequel Hosiner avait marqué un triplé l'année précédente, se démène pour attirer le buteur autrichien qui fait un début de saison tonitruant lors du mois d'août, avec 5 buts marqués en 6 matchs. Son départ, pour 700 000 euros, affaiblit autant l'Admira Wacker qu'il renforce l'Austria de Vienne. En effet, le club de Mödling dégringole au classement pour terminer la saison à l'avant-dernière place, tandis que le club viennois réalise une excellente saison en étant sacré champion devant le tenant du titre, le Red Bull Salzbourg. Philipp Hosiner participe grandement à ce succès, en marquant 32 buts et en donnant 10 passes décisives, ce qui l'implique dans la moitié des buts marqués par son équipe en championnat. Avec sept doublés et trois triplés, il s'affirme comme un buteur redoutable et impressionne les observateurs durant toute la saison. Sur la lancée de cette saison, il obtient sa première titularisation en équipe nationale face aux Îles Féroé, grâce au forfait du buteur titulaire Marc Janko. Il en profite pour marquer les deux premiers buts de son équipe, qui gagne le match par six buts à zéro.
Sa deuxième saison dans le club de la capitale n'est pas aussi prolifique, et les Viennois ne terminent qu'à la quatrième place du championnat, sans parvenir à se qualifier pour une compétition européenne. Cependant, Philipp Hosiner fait ses premiers pas en Ligue des champions, et réussit une grande performance lors d'une rencontre sans enjeu face au Zénith Saint-Pétersbourg, durant laquelle il inscrit deux buts et donne une passe décisive.

### Stade rennais
Le 20 juin 2014, il quitte l'Austria Vienne pour s'engager pour trois ans avec le Stade rennais. En juin 2015, il est prêté au FC Cologne.Le  29 août 2015 il  marque son premier but lors de son premier match avec Cologne contre Hambourg SV.
Ne rentrant pas dans les plans de Christian Gourcuff, il est transféré le 28 juin 2016 au FC Union Berlin, en deuxième division allemande.

## Style de jeu

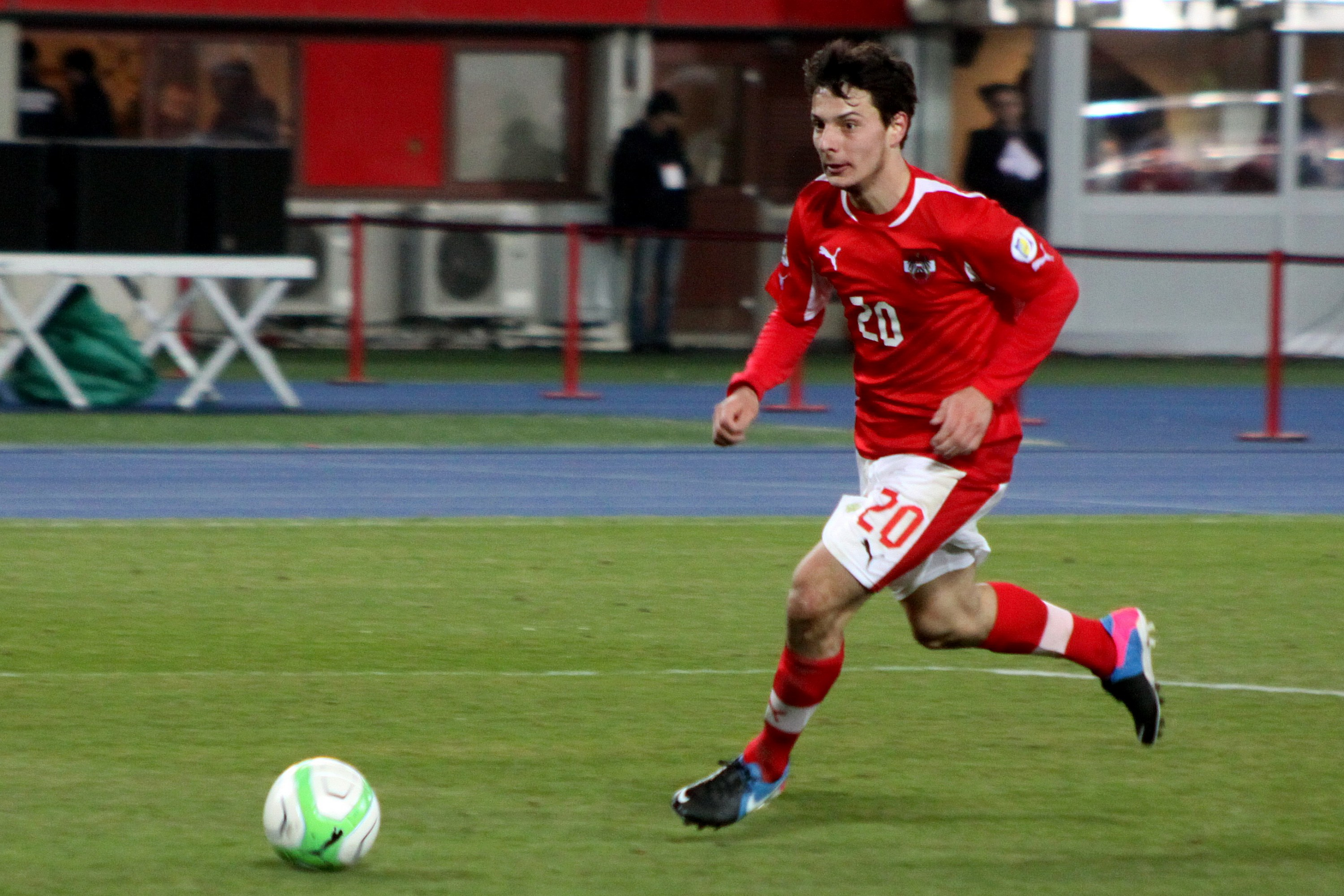
Philipp Hosiner sous le maillot autrichien face aux Îles Féroé.

Philipp Hosiner est un attaquant qui est le plus à l'aise lorsqu'il joue en pointe dans la surface de réparation, bien qu'il puisse évoluer aux autres postes de l'attaque. C'est avant tout un finisseur, qui préfère être à la conclusion des actions plutôt que de participer à leur construction. Son entraîneur au Stade rennais Philippe Montanier dit tout de même de lui qu'il « est très généreux et combatif dans le harcèlement et le replacement défensif ». Même s'il n'est pas très grand, il possède un jeu de tête correct. Il marque cependant la plupart de ses buts du pied droit. Son modèle en tant que joueur est l'attaquant français Thierry Henry. 

## Palmarès

### En club
- Championnat d'Autriche : 2013

### Distinctions personnelles
- Meilleur buteur du Championnat d'Autriche en 2012-2013 : 2013 (32 buts)

## Statistiques
| Saison                | Club                  | Championnat           | Championnat | Championnat | Championnat | Coupe nationale | Coupe nationale | Coupe nationale | Coupe de la Ligue | Coupe de la Ligue | Coupe de la Ligue | Compétition(s) continentale(s) | Compétition(s) continentale(s) | Compétition(s) continentale(s) | Compétition(s) continentale(s) | Play-offs | Play-offs | Play-offs | Autriche | Autriche | Autriche | Total | Total | Total |
| Saison                | Club                  | Division              | M.          | B.          | P.d.        | M.              | B.              | P.d.            | M.                | B.                | P.d.              | Comp.                          | M.                             | B.                             | P.d.                           | M.        | B.        | P.d.      | M.       | B.       | P.d.     | M.    | B.    | P.d.  |
| 2009-2010             | SV Sandhausen         | 3. Liga               | 20          | 1           | 2           | -               | -               | -               | -                 | -                 | -                 | -                              | -                              | -                              | -                              | -         | -         | -         | -        | -        | -        | 20    | 1     | 2     |
| 2010-2011             | First Vienna          | Erste Liga            | 33          | 13          | 2           | 3               | 2               | 0               | -                 | -                 | -                 | -                              | -                              | -                              | -                              | 2         | 1         | 0         | -        | -        | -        | 38    | 16    | 2     |
| 2011-2012             | Admira Wacker         | Bundesliga            | 32          | 10          | 4           | 3               | 4               | 0               | -                 | -                 | -                 | -                              | -                              | -                              | -                              | -         | -         | -         | 1        | 0        | 0        | 36    | 14    | 4     |
| 2012                  | Admira Wacker         | Bundesliga            | 6           | 5           | 3           | 1               | 2               | 0               | -                 | -                 | -                 | C3                             | 4                              | 2                              | 0                              | -         | -         | -         | -        | -        | -        | 11    | 9     | 3     |
| 2012-2013             | Austria Vienne        | Bundesliga            | 30          | 27          | 7           | 5               | 3               | 1               | -                 | -                 | -                 | -                              | -                              | -                              | -                              | -         | -         | -         | 2        | 2        | 0        | 37    | 32    | 8     |
| 2013-2014             | Austria Vienne        | Bundesliga            | 34          | 14          | 5           | 2               | 1               | 0               | -                 | -                 | -                 | C1                             | 10                             | 2                              | 2                              | -         | -         | -         | 2        | 0        | 0        | 48    | 17    | 7     |
| 2014-2015             | Stade rennais         | Ligue 1               | 12          | 0           | 0           | -               | -               | -               | 1                 | 1                 | 0                 | -                              | -                              | -                              | -                              | -         | -         | -         | -        | -        | -        | 13    | 1     | 0     |
| 2015-2016             | FC Cologne (prêt)     | Bundesliga            | 15          | 1           | 0           | -               | -               | -               | -                 | -                 | -                 | -                              | -                              | -                              | -                              | -         | -         | -         | -        | -        | -        | 15    | 1     | 0     |
| 2016-2017             | Union Berlin          | 2. Bundesliga         | 25          | 6           | 1           | 1               | 0               | 0               | -                 | -                 | -                 | -                              | -                              | -                              | -                              | -         | -         | -         | -        | -        | -        | 26    | 6     | 1     |
| 2017-2018             | Union Berlin          | 2. Bundesliga         | 19          | 2           | 1           | 2               | 0               | 1               | -                 | -                 | -                 | -                              | -                              | -                              | -                              | -         | -         | -         | -        | -        | -        | 21    | 2     | 2     |
| 2018-2019             | SK Sturm Graz         | Bundesliga            | 14          | 3           | 1           | 2               | 0               | 0               | -                 | -                 | -                 | C3                             | 4                              | 0                              | 0                              | -         | -         | -         | -        | -        | -        | 20    | 3     | 1     |
| 2019-2020             | SK Sturm Graz         | Bundesliga            | 0           | 0           | 0           | 1               | 0               | 0               | -                 | -                 | -                 | C3                             | 2                              | 0                              | 0                              | -         | -         | -         | -        | -        | -        | 3     | 0     | 0     |
| 2019-2020             | Chemnitzer FC         | 3. Liga               | 28          | 19          | -           | 0               | 0               | -               | -                 | -                 | -                 | -                              | -                              | -                              | -                              | -         | -         | -         | -        | -        | -        | 28    | 19    | 0     |
| 2020-2021             | Dynamo Dresde         | 3. Liga               | 24          | 9           | -           | 1               | 0               | -               | -                 | -                 | -                 | -                              | -                              | -                              | -                              | -         | -         | -         | -        | -        | -        | 25    | 9     | 0     |
| 2021-2022             | Dynamo Dresde         | 2. Bundesliga         | 6           | 0           | -           | -               | -               | -               | -                 | -                 | -                 | -                              | -                              | -                              | -                              | -         | -         | -         | -        | -        | -        | 6     | 0     | 0     |
| Total sur la carrière | Total sur la carrière | Total sur la carrière | 265         | 104         | 24          | 17              | 12              | 1               | 1                 | 1                 | 0                 | -                              | 18                             | 4                              | 2                              | 2         | 1         | 0         | 5        | 2        | 0        | 308   | 124   | 27    |

### Buts internationaux
| #  | Date         | Lieu                                   | Adversaire | Score | Résultat | Compétition                                         |
| -- | ------------ | -------------------------------------- | ---------- | ----- | -------- | --------------------------------------------------- |
| 1. | 22 mars 2013 | Ernst Happel Stadium, Vienne, Autriche | Îles Féroé | 1 – 0 | 6 – 0    | Éliminatoires de la Coupe du monde de football 2014 |
| 2. | 22 mars 2013 | Ernst Happel Stadium, Vienne, Autriche | Îles Féroé | 2 – 0 | 6 – 0    | Éliminatoires de la Coupe du monde de football 2014 |